# TextPad
TextPad ist ein kommerzieller Texteditor für Windows-Betriebssysteme. Er wird zur Erstellung von einfachen Textdateien sowie zum Schreiben von Programmcode- und HTML-Dateien verwendet.

## Details
TextPad bietet, gegenüber dem bei Windows mitgelieferten Editor Notepad, unter anderem folgende Funktionen:
- Suchen und Ersetzen, auch mit regulären Ausdrücken und in allen geöffneten Dokumenten
- Suchen in Dateien
- Vergleichen von ähnlichen Textdateien
- Bearbeiten von Spaltenblöcken
- Erstellen von einfachen Makros für wiederkehrende Aktionen
- Textbausteine, welche man auch erweitern oder neu definieren kann
- Syntaxhervorhebung für diverse Sprachen; dabei können sowohl der Syntaxumfang erweitert als auch weitere Sprachen hinzugefügt werden.
- Zwischenablageverlauf, in dem alle Texte, die man in der Windows-Zwischenablage hatte, gespeichert werden und durch Anklicken im geöffneten Textfenster eingefügt werden können. Den Zwischenablageverlauf findet man auf der Auswahlliste der Textbausteine, er ist also technisch eine dynamisch erzeugte Liste von Textbausteinen.
- Einbindung externer Programme wie Java-Compiler, Code-Formatierer, Web-Browser
- Alle verfügbaren Befehle können mit selbstdefinierten Shortcuts aufgerufen werden

Für Programme, die gezielt Notepad.exe aufrufen, existiert ein etwa zwei Kilobyte großer Notepad.exe-Ersatz, der alle Anfragen an TextPad weiterleitet. So ist es möglich, TextPad als Default-Editor zu verwenden.